# Елюй
Елюй (кит. 耶律, пиньинь Yēlǜ) — киданьский род из племени дийела, правивший в Ляо, позднее в Западном Ляо.

## Поколенная роспись
Первое колено.
- 1. Яли, жил в начале VIII века.

Второе колено.
- 2/1. Пидей.

Третье колено.
- 3/2. Хэлин.

Четвёртое колено.
- 4/3. Нэолисы.

Пятое колено.
- 5/4. Цяшэнь.
- 6/4. Саладэ, женат на Сяо Чжуанцзин. Имели 4 сыновей и неизвестных по имени 3 дочерей.
- 7/4. Гела, умер в молодости.
- 8/4. Цяли.

Шестое колено.
- 9/5. Тилугу.
- 10/5. Сула, умер в молодости.
- 11/5. Тила.
- 12/6. Юньдэси, научил свой народ земледелию; киданьские племена стали богатыми и сильными[1]. Началось строительство городов и чеканка монет. Убит двоюродным братом Тила.
- 13/6. Гучжи.

Седьмое колено.
- 14/9. Тулучжунь.
- 15/11. Енгучжи.
- 16/11. Телитэ.
- 17/11. Цяти.
- 18/12. Малу, умер в молодости.
- 19/12. Яньму, родоначальник Первого Патриархального Дома.
- 20/12. Сулань, каган всех киданей. Покорил народы юйцзюэ, шивэй и западных си. Родоначальник Второго Патриархального Дома.
- 21/12. Салади, китайское имя Ганьли; храмовое имя — Тэцзу. Князь киданьского племени Ила. Женат на Янмудзин (ум. 18.12.933) из киданьского рода Яолянь, дочери канцлера Тила.

Восьмое колено.
- 22/20. Ючжи (890—941), известный военачальник и военный стратег. Женат на Чжонгун (ум. 942), двоюродной сестре императора Амбагая. Сохранилась их гробница (942).
- 23/20. Ванси.
- 24/21. Амбагай (872-6.09.926, Фуюй), (кит. Абаоцзи), имя, скорее всего, является титулом — искажённым монгольским Абагай; китайское имя И; храмовое имя — Тайцзу. В 901 стал князем племени Ила, а в 903 — главнокомандующим всеми войсками киданей. 27.02.907 объявил себя каганом, правителем всех киданей. 17.03.916 принял титул императора Ляо по китайскому образцу, с 24.02.947 — Великой Ляо. Похоронен на горе Муешань. Женат на императрице Шулюй Пин (кит. Елиду; храмовое имя Интянь) (879—953), от неё все дети, кроме Ялиго; и Сяо, матери Ялиго.
- 25/21. Лагэ (ум. 917), восстал против старшего брата Амбагая. В 913 его войска были разбиты, сам он попал в плен. Пытался убежать в Китай, и был убит по дороге. Он и его младшие братья — родоначальники Третьего Патриархального Дома.
- 26/21. Деле, создатель Малого Киданьского письма (925). Цзи-ван. Восстал против старшего брата Амбагая. В 913 его войска были разбиты, сам он попал в плен. В 918 пытался убежать в Китай, был пойман, но прощён по просьбе родни.
- 27/21. Иньдиши (ум. 926), восстал против старшего брата Амбагая. В 913 его войска были разбиты, сам он попал в плен. Убит подосланным убийцей. Женат на Нелигунь.
- 28/21. Аньдуань (ум. 952), восстал против старшего брата Амбагая. В 913 его войска были разбиты, сам он попал в плен. Был наказан битьём палками и прощён, прожив остаток дней в ссылке.
- 29/21. Хэлу (871-07.918).
- 30/21. Сала.
- 31/21. Су (ум. 926), цзайсян Юга.
- 32/21. Дочь.

Девятое колено.
- 33/23. Сюгэ (938—998), известный военачальник и политик. Наместник Южной столицы (983). Руководил военными походами на империю Сун. Прославился благодаря многочисленным победам и своему бесстрашию. В Китае того времени и позже его именем пугали детей. Сохранилась его гробница.
- 34/24. Туюй (899-7.01.937), китайское имя Бэй. Жэньхуан-ван. Ван вассального империи Ляо бохайского государства Дундань. Писатель. Создавал свои произведения на киданьском и китайском языках. Владел крупной библиотекой. Преследуемый братом Яогу, в 930 бежал с Елюем Лунсянем (28/19) ко двору династии Поздняя Тан и был убит. Женат на Гаомэйжэнь и урождённой Ся, бывшей наложнице танского императора Чжуан-цзуна. В 930 бежал к танскому императору, от которого получил имя Цзаньхуа и фамилию Ли и служил генерал-губернатором Хуайхуа.
- 35/24. Яогу (25.11.902-15.05.947, Луаньчэн), китайское имя Дэгуан; храмовое имя — Тайцзун. С 11.922 главнокомандующий всеми войсками киданей. Император киданей с 11.12.927. В 937 принял новое название государства — Великая Ляо. Похоронен на горе Муешань. Женат на племяннице своей матери.
- 36/24. Лиху, с 930 главнокомандующий всеми войсками киданей.
- 37/24. Ялиго.
- 38/24. Чжигу, замужем за Сяо Шаогу (Циле), принцем Вэй, сыном старшего брата императрицы Интянь. Сохранилась их гробница (959).
- 39/26. Ваго.
- 40/27. Люгэ, отправлен с младшим братом Пэньду во владения кыргызов в верховья Енисея в качестве посла (948).
- 41/27. Пэньду.
- 42/27. Хуагели.
- 43/27. Сицзян.
- 44/28. Чагэ (ум. 951), ван государства Дундань. Претендовал на престол. Убит Елюем Лоуго (46/34).

Десятое колено.
- 45/34. Уюй (29.01.919-7.10.951), китайское имя Юань; храмовое имя Шицзун. Император киданей с 16.05.947 г. Убит с императрицей во время мятежа в Хошэньдяне претендентами на престол Елюем Чагэ (44/28) и Елюем Пэньду (41/27), наследника спас заведующий продуктами императорской кухни. Похоронен на горе Иулюй.
- 46/34. Лоуго (ум. 07.952), начальник Департамента политических дел в Яньцзине. В 951 номинально назначен цзедуши[2] — командующим войсками области Удин[3]. В том же году убил претендента на престол Елюя Чагэ (44/28) и получил должность наместника в Наньцзине. Восстал против императора Шулюя (50/35), но был казнён им.
- 47/34. Шао, Ву-ван.
- 48/34. Лунсянь, Пин-ван. Поэт. Автор литературного сборника «Парк». Преследуемый Елюем Яогу (35/24), в 930 бежал с Елюем Туюем (34/24) ко двору династии Поздняя Тан.
- 49/34. Даоинь (ум. 983), Цзинь-ван.
- 50/35. Шулюй (19.09.931-12.03.969), китайское имя Цзин; храмовое имя Муцзун. Император киданей с 11.10.951 г. Убит слугой на охоте у горы Хэйшань.
- 51/35. Еньсаго.
- 52/35. Теньдэ.
- 53/35. Тиле.
- 54/35. Пичже.
- 55/36. Сиинь.
- 56/36. Вань.

Одиннадцатое колено.
- 57/45. Хуабу, умер в молодости.
- 58/45. Сиань (ум. 09.982), китайское имя Минцзи; храмовое имя Цзинцзун. Император киданей с 969. Погиб на охоте. Женат на Яньянь (храмовое имя Чэнтянь), дочери начальника государственной канцелярии Сяо Шоусина; старшая наложница — бохайская принцесса.
- 59/45. Цзимо.
- 60/46. Гоинь, воевода.

Двенадцатое колено.
- 61/58. Лунсюй (971-25.06.1031), храмовое имя Шэнцзун. Император киданей с 14.10.982. В 983 вернул наименование Великое государство киданей. Женат на Цитянь, её два сына умерли в детстве; старшая наложница — Шуньшэнюаньфэй (храмовое имя Фатянь) (ум. 1057), дочь Сяо Сывэя, генерал-губернатора области Пинчжоу, и мать Синцзуна, Дадали, Чуго и Яньго; младшие наложницы.
- 62/58. Лунцзин, главнокомандующий Южной столицы.
- 63/58. Лунъю.
- 64/58. Яошину, умер в молодости.
- 65/60. Хэлу, великий наставник.

Тринадцатое колено.
- 66/61. Мубугу (3.04.1016-28.08.1055), китайское имя Цзунчжэнь; храмовое имя Синцзун. Император киданей с 25.06.1031.
- 67/61. Чуго, замужем за Сяо Гуцунса, младшим братом своей бабушки Чэнтянь.
- 68/61. Яньго, дочь.
- 69/61. Дадали (1021—1063), китайское имя Цзунъюань. Главнокомандующий конными и пешими войсками. Организовал неудачный мятеж против императора Хунцзи. Бежал на юг, в область Ючжоу, где был убит.
- 70/61. Цзундэ.
- 71/61. Цзунчжэн.
- 72/61. Цзунси.
- 73/61. Цзунчжэ, генерал-губернатор.
- 74/62. Чэнь (1000—1018), замужем за Сяо Шаоцзу, старшим братом жены императора Шэнцзуна. Сохранилась их гробница (1018).
- 75/65. Худу, великий наставник.

Четырнадцатое колено.
- 76/66. Сала (1032—1101), китайское имя Хунцзи, храмовое имя Даоцзун. Император киданей с 1055. С 1038 Лян-ван. В 1066 вернул наименование государства — Великая Ляо. Женат на Сюаньи. Покончила жизнь самоубийством по приказу мужа. Их внук Тяньцзоди перезахоронил их вместе на кладбище Юнцинлин.
- 77/66. Холуво.
- 78/66. Алень.
- 79/69. Нелугу, китайское имя Хунсяо. Чу-ван, участник мятежа, организованного его отцом. Напал на императора Хунцзи, но был убит.
- 80/69. Силу, историк. Дала обет безбрачия и обучилась книгам. Написала сочинение о правлении ханов прошлых времён.
- 81/75. Нэйцы, воевода.

Пятнадцатое колено.
- 82/76. Елуво (1057—1077), китайское имя Юнь, храмовое имя Шуньцзун. Женат на Сяо Чжэньшунь.
- 83/77. Ситу.
- 84/77. Юань.
- 85/77. Нели (1062-06.1122), китайское имя Цюнь; храмовое имя Суаньцзун. Янь-ван. С 03.1122 император Северной Ляо. Женат на Сяо Дэфэй (ум. 02.1123), регентша. Казнена.
- 86/81. Дэюань, императорский уполномоченный округа Пинчжоу. Перешёл на сторону династии Цзинь.
- 87/81. Юйлу, служил императорам Цзинь.

Шестнадцатое колено.
- 88/82. Аго (5.06.1075-1128), храмовое имя Тяньцзоди; посмертное имя Яньси. Император киданей (12.01.1101-26.03.1125). Лян-ван, Яньго-ван. Попал в плен к чжурчжэням и умер в ссылке. Женат на Чжао-жун (от неё старший сын); Вэнь-фэй (от неё второй сын); старшая наложница (от неё третий и четвёртый сыновья).
- 89/82. Даши (1087—1143), имя, скорее всего, является титулом — искажённым монгольским Тайши. С 1124 гурхан каракитайского государства Западная Ляо. С 1141 император Западной Ляо. Женат на Табуян. Она регентша при малолетстве своего сына в 1144—1150.
- 90/82. Ю, замужем за Сяо Сяочжуном. Сохранилась их гробница[4].
- 91/87. Люй (1130-22.07.1191), Президент Министерства ритуала чжурчжэньского императора Чжанцзуна. Делал переводы китайских книг на чжурчжэньский и киданьский языки. В третьем браке женат на дочери китайского учёного Ян Таня (ум. 1232). Она была наставнице при дворе.

Семнадцатое колено.
- 92/88. Синиле, Чжао-ван.
- 93/88. Аолуво (ум. 1122), Цзинь-ван.
- 94/88. Дин, Цинь-ван.
- 95/88. Яли (ум. 10.1123), Лян-ван.
- 96/88. Нин.
- 97/89. Илия (ум. 1163), храмовое имя Ренцзун. Император Западной Ляо в 1151—1163.
- 98/89. Бусуган, императрица Западной Ляо в 1163—1177. Замужем за Сяо Дулу.
- 99/91. Чуцай (3.08.1189-2.06.1243, Каракорум), китайское имя Цзиньцин, посмертное имя Вэньчжэн (присвоено в 1330), учёный, прозаик, поэт и организатор административной системы Монгольской империи. Советник Чингисхана и Угэдэя. Получил классическое китайское образование, в том числе по конфуцианству, математике и астрономии. Будучи буддистом, изучал в монастыре священные книги. Назначен канцеляристом в цзиньскую придворную канцелярию (1205). Помощник правителя округа Кайчжоу (1213). Перешёл на службу к Чингисхану (1218). Сопровождал его в походе на Хорезм. Близ Самарканда встречался с даосским монахом Чан-чунем (1222). Инициатор проведения традиционных китайских экзаменов для чиновников по всем областям Северного Китая (1237). Владел китайским, киданьским, чжурчжэньским и монгольским языками. Похоронен на горе Дунвэншань. Женат первым браком на урождённой Лян (ум. 1232), от неё старший сын; вторым — праправнучке поэта Су Дунпо (ум. 1243), от неё младший сын и дочь.

Восемнадцатое колено.
- 100/95. Чжулэ (ум. 1123), император Северной Ляо в 1123.
- 101/97. Чжулху (ум. 1213), император Западной Ляо в 1177—1211.
- 102/99. Сюань.
- 103/99. Чжу (1221—1285), левый министр у монгольского хана Хубилая (до 1282). Последователь даосизма.

Девятнадцатое колено.
- 104/101. Хуньху, замужем за Кучлуком (ум. 1218, Памир), сыном найманского таян-хана Тайбуги. Он гурхан Западной Ляо в 1213—1218.
- 105/103. Сичжэн.
- 106/103. Сибо.
- 107/103. Силян (1246, Каракорум-1327), в 1260 арестован вместе с матерью сторонниками Арык-буги за приверженность его отца хану Хубилаю. Бежал в Урумчи, Узкенд и в 1263 достиг Кашгара.
- 108/103. Сикуань.
- 109/103. Сису.
- 110/103. Сичжоу.
- 111/103. Сигуан.
- 112/103. Сии.
- 113/103. Ситу, помощник императорского уполномоченного.

### В поколенную роспись не вошли
Первое колено.
- 1. Сабаэр.

Второе колено.
- 2/1. Туодеэр.
- 3/1. Майчжу.

Третье колено.
- 4/2. Ахай (1150—1222, Самарканд), известный военачальник. Служил императорам Цзинь. Посол к кереитскому Ван-хану. Перешёл с братом Тухуа на службу к Чингисхану. Возглавлял монгольские войска в кампании против тангутского государства Си Ся (1205), где захватил два города. С братом Тухуа участвовал в монгольском походе против Цзинь (1211). Сопровождал Чингисхана в среднеазиатском походе и был назначен комендантом гарнизона захваченного Самарканда. Главный даругачи над городами Средней Азии (1222).
- 5/2. Тухуа (ум. 1231), имя, скорее всего, является искажённым монгольским Тукэ. Служил императорам Цзинь. Начальник гарнизона Хуаньчжоу. Был оставлен братом Ахаем в качестве заложника у Чингисхана, после чего оба перешли к нему на службу. Участвовал в походах против Цзинь. Комендант города Сюаньдэ.

Четвёртое колено.
- 6/4. Мангутай.
- 7/4. Мянсигэ, даругачи в Самарканде.
- 8/4. Неэргэ.
- 9/5. Чжугэ.
- 10/5. Майчжу.

Пятое колено.
- 11/7. Майгэ.
- 12/7. Лаогэ.
- 13/9. Баотун.
- 14/9. Мангудай.
- 15/9. Хуоничжи.
- 16/10. Байцзяну.
- 17/10. Тумандаэр.
- 18/10. Хулиндай.

Шестое колено.
- 19/12. Люйма.

Седьмое колено.
- 20/19. Утайну.
- 21/19. Вэньсянь.
- 22/19. Бохуа.
- 23/19. Мэнгубухуа.
- 24/19. Худоубухуа.
- 25/19. Ваньну.

Первое колено.
- 26. Люгэ (1165—1220), правитель Восточной Ляо (1213—1220). Военный губернатор Лунъани. Тысячник на северной границе Цзинь. В 1211 восстал против чжурчжэней и в 1212 заключил союз с монголами. Женат на Яо Лисы, матери младших сыновей Шаньгэ, Тегэ и Ёнганя. После его смерти она была регентшей в Восточной Ляо (1220—1226).
- 27. Сыбу (ум. 1217), китайское имя Цзиншань. Император Поздней Ляо (1216, 1216—1217).

Второе колено.
- 28/26. Седу (1193—1238), правитель вассальной монголам Восточной Ляо (1226—1238).
- 29/26. Шаньгэ.
- 30/26. Тегэ.
- 31/26. Ёнгань.
- 32/27. Анну.
- 33/27. Татаэр.

Третье колено.
- 34/28. Шоугону (1215—1259), правитель вассальной монголам Восточной Ляо (1238—1259). В 1226 привезён в качестве заложника к монгольскому двору.
- 35/33. Гунай (1234—1269), правитель вассальной монголам Восточной Ляо (1259—1269).